# Santa Margherita di Staffora
Santa Margherita di Staffora (lombardul: Santa Margarita) település Olaszországban, Lombardia régióban, Pavia megyében. Lakosainak száma 437 fő (2023. január 1.). Santa Margherita di Staffora Brallo di Pregola, Fabbrica Curone, Menconico, Varzi, Zerba és Bobbio községekkel határos.

## Népesség
A település lakossága az elmúlt években az alábbi módon változott:
| Lakosok száma | 474  | 478  | 437  |
|               | 2017 | 2018 | 2023 |